# Burg Gräpplang

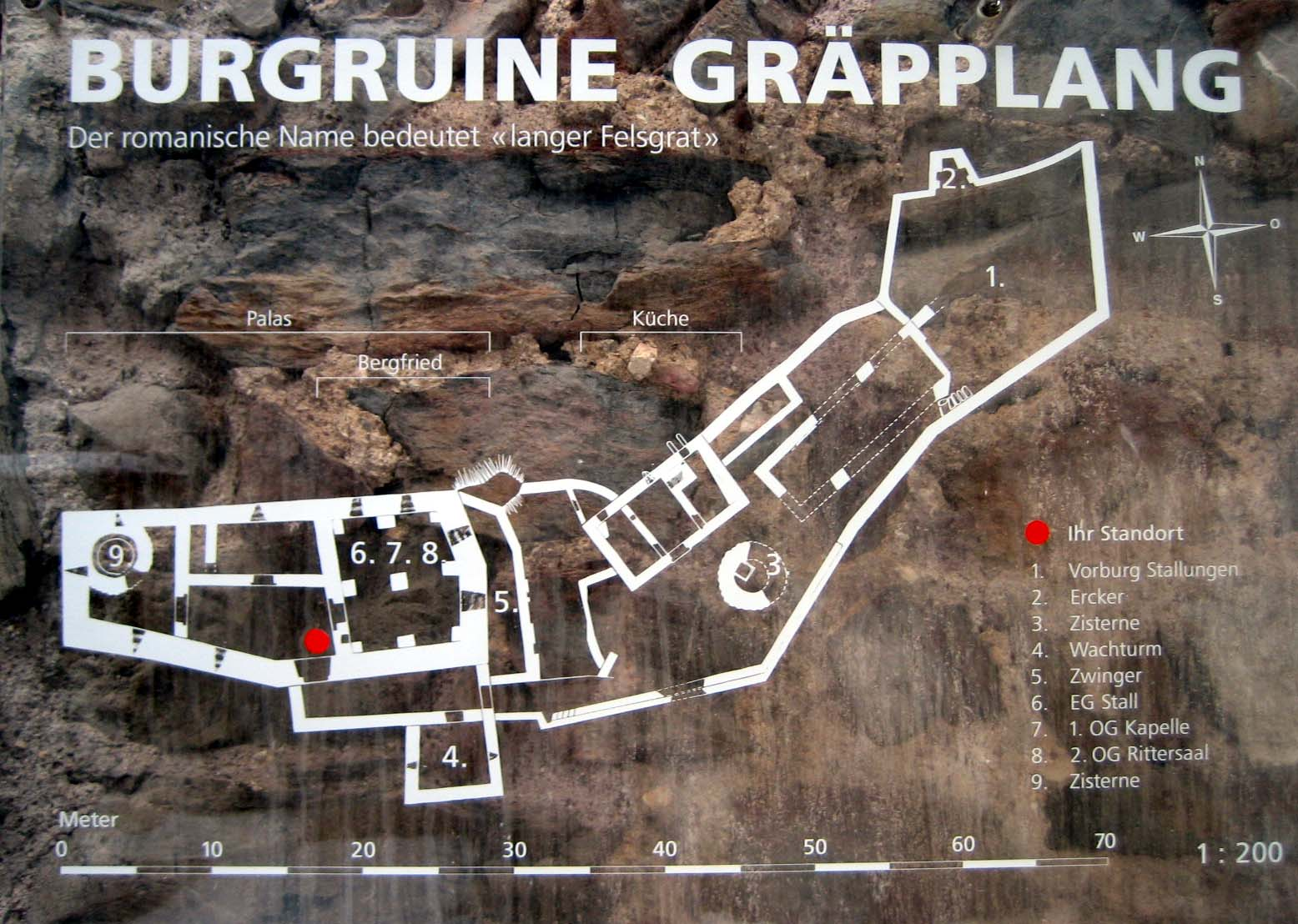
Übersichtstafel

Die Burg Gräpplang, auch Castrum Flumius genannt, ist die Ruine einer Spornburg bei Flums im Kanton St. Gallen in der Südostschweiz. Der Name Groppa lunga bedeutet Langer Fels. Der rätoromanische Ursprung des Wortes deutet darauf hin, dass diese Sprache bis in diese Gegend verbreitet war.

## Lage
Die Ruine liegt auf 450 m ü. M. quer zum Tal der Seez auf einem nach Norden und Osten steil abfallenden Felssporn oberhalb der alten Handelsstrasse von Zürich zu den Bündnerpässen. Mehrere Funde aus verschiedenen Epochen weisen darauf hin, dass Gräpplang bereits zu prähistorischer Zeit und in der Bronzezeit besiedelt war.

## Anlage
Die längsgezogene Anlage besteht aus zwei Teilen: der Hauptburg im Westen und der durch einen Abschnittsgraben abgetrennten und etwas tiefer liegenden Vorburg im Osten. Die Hauptburg besteht aus dem Bergfried im Ostteil und dem Burghof mit einer Zisterne in der Nordostecke. Der Hof wurde später zu einem fünfgeschossigen Palas umgebaut. Dieser war mehrfach unterteilt und von trapezförmigem Grundriss. Ein Raum mit gewölbter Decke im Obergeschoss der Ostseite diente als Kapelle; Reste des Altarsockels und der Raum der Sakristei sind noch erhalten.
Um die Wohnlichkeit zu erhöhen, wurden viele Fenster im Lauf der Jahrhunderte zu breiten Stichbogenfenstern umgebaut; dennoch finden sich noch Spuren der alten Dreipassfenster. An der Fassade haben sich Reste des alten Kalkverputzes erhalten.
Der Zugang zum Palas wird auf der Südseite durch einen Zwinger gesichert; dieser selbst war nur über eine Brücke über den Graben zwischen Vor- und Hauptburg zu erreichen. Der heutige Zugang zu Zwinger und Palas stammt vermutlich aus dem 16. Jahrhundert. Früher führte der Zugang über ein schmales Felsband bis unter den Hocheingang, der nur mit einer Leiter erreichbar war.
Im Tor zum Burghof sind noch die Löcher für die Querhölzer vorhanden, mit denen man den Eingang verriegeln konnte. In der Vorburg sind immer noch die Wirtschaftsgebäude sichtbar. Sie waren an die Ringmauer angebaut, welche den Hügel umgab. Auch die Küche konnte lokalisiert werden.

## Geschichte
Die Hauptburg stammt vermutlich aus dem 12. Jahrhundert; Vorburg und Wirtschaftsgebäuden sind jünger. Die Burg Gräpplang wurde um 1220 von den Rittern von Flums errichtet, die vom Bischof von Chur als Sachverwalter des grundherrlichen Hofes Flums eingesetzt waren.
Sie wird erstmals 1249 erwähnt: Damals verlieh das Bistum Chur das Castrum Flumius an Heinrich von Flums. Ab dem 14. Jahrhundert erscheint der Name Crepalla, die Bezeichnung Gräpplang setzte sich erst um 1500 durch.
Ab Ende des 13. Jh. wurde die bischöfliche Herrschaft Flums mehrere Male verpfändet, so zum Beispiel 1292 an Ritter Ulrich von Flums und von 1419 bis 1458 an die Stadt Zürich sowie an die Geschlechter Montfort, Stadion, Hertenegg und Schauenstein.
Während des Alten Zürichkriegs (1436–1450) wurde die Burg 1440 von den Glarnern und den Schwyzern um Schutzgeld erpresst, militärisch jedoch nie angegriffen oder zerstört. Bereits 1460 wird mit Ulrich von Grünenberg wieder ein bischöflicher Vogt auf Gräpplang erwähnt.
1528 verkaufte der Gotteshausbund in Abwesenheit des ausser Landes geflohenen Bischofs Paul Ziegler den abgelegenen Besitz in Flums für 2400 rheinische Gulden an Ludwig Tschudi von Glarus, den Bruder des Glarner Chronisten Aegidius Tschudi. Im Familienbesitz der Tschudi blieb die Burg Gräpplang bis 1767; zwölf Mitglieder der Familie sind als Burgherren auf Gräpplang bezeugt.
Die Tschudi gaben der Anlage den heute noch erkennbaren Charakter: Um 1700 wurde die Anlage unter Josef Anton Tschudi (1683–1743) baulich verändert. So wurde die Ringmauer der Vorburg geschlossen, der Zwinger verlegt und neu gestaltet, die zweite Zisterne gebaut und der Zugang zur Kernburg tiefergelegt.
Die Bauarbeiten waren jedoch in schlechter Qualität ausgeführt worden, so dass teure Unterhaltsarbeiten anfielen. 1767 verkauften die Tschudi Gräpplang an die Familie Good, doch scheint diese kaum noch in der zerfallenden Burg gewohnt zu haben.
1804 wurde die Anlage auf Abbruch an Josef Eberli in Flums verkauft. In den nachfolgenden Jahrzehnten verwendete man die Steine von Gräpplang zur Ausbesserung von Gebäuden in der Umgebung der Burg und die Dachziegel für die Reparatur der Kirche von Vilters.
Erst im 20. Jahrhundert begann man sich um die Erhaltung der immer noch stattlichen Ruine zu kümmern. 1909 erwarb Emil Grünenfelder die Ruine Burg Gräpplang, veräusserte sie aber bereits 1912 weiter, mit der Bedingung, dass die Ruine nicht abgerissen werden dürfe. Ab 1914 nahm der lokale Verkehrsverein erste Ausbesserungsarbeiten vor und 1928 übernahm die Gemeinde Flums die Burg.
1990 bis 1991 wurden auf der Burg letztmals umfassende Konservierungsarbeiten durchgeführt. 1998 wurde das Innere des Palas durch schmale Treppen und Stege ergänzt und Besuchern zugänglich gemacht. Dieses Erschliessungssystem stammt von Haldensteiner Architekten Michael Hemmi und den Churer Ingenieuren Conzett Bronzini Gartmann.

## Galerie

Gräpplang
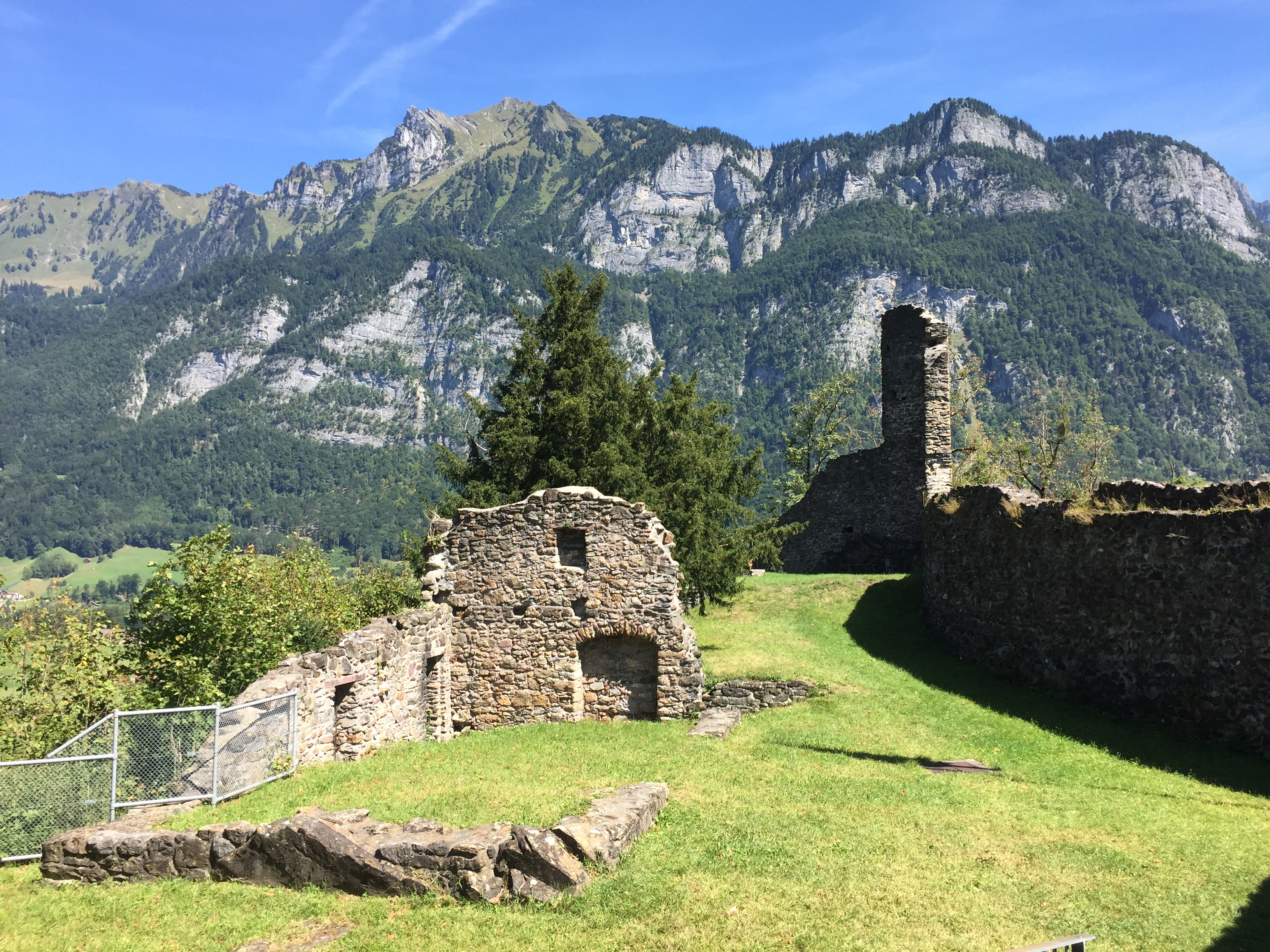
Burghof und Küchentrakt
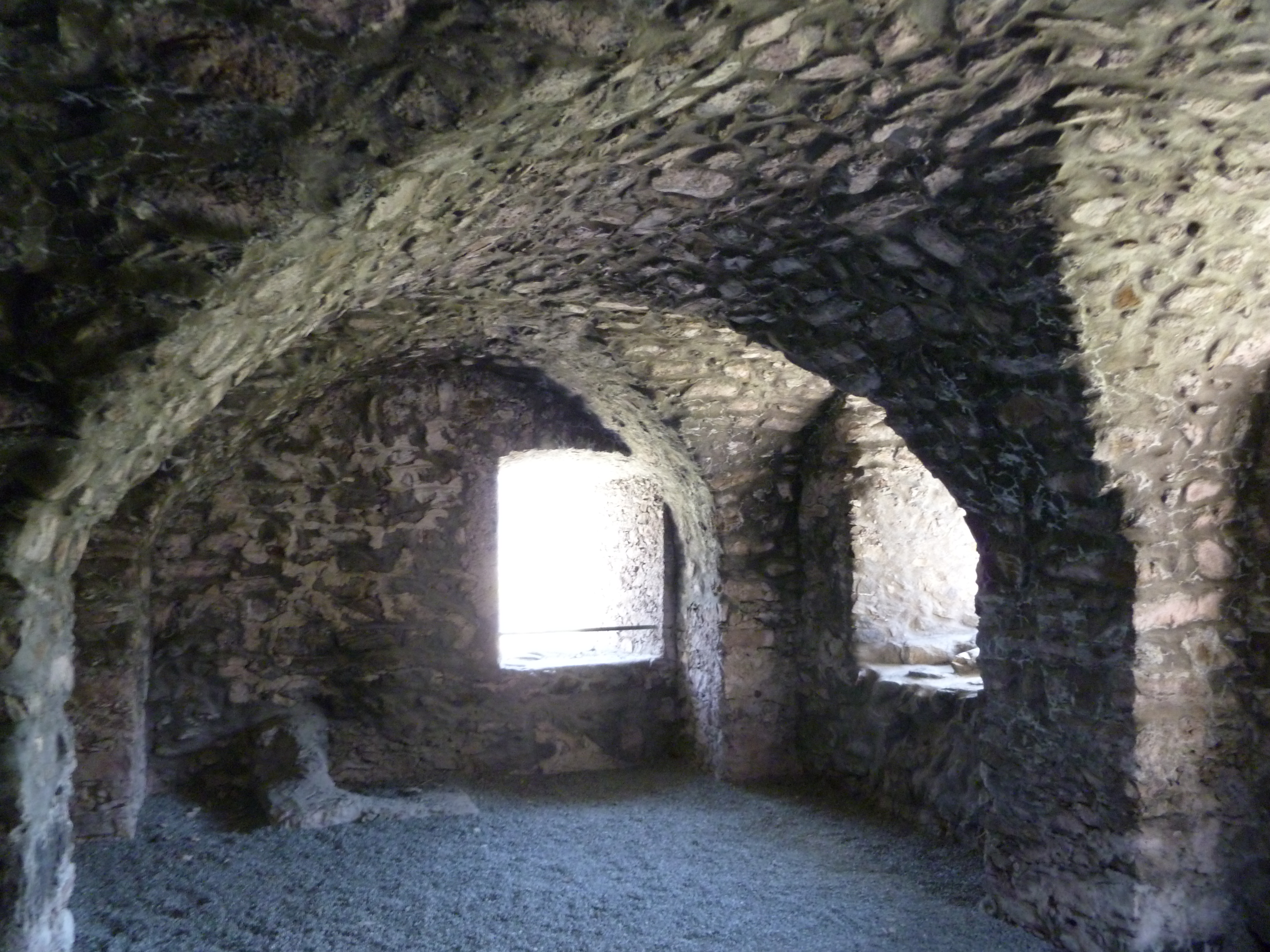
Gewölbe
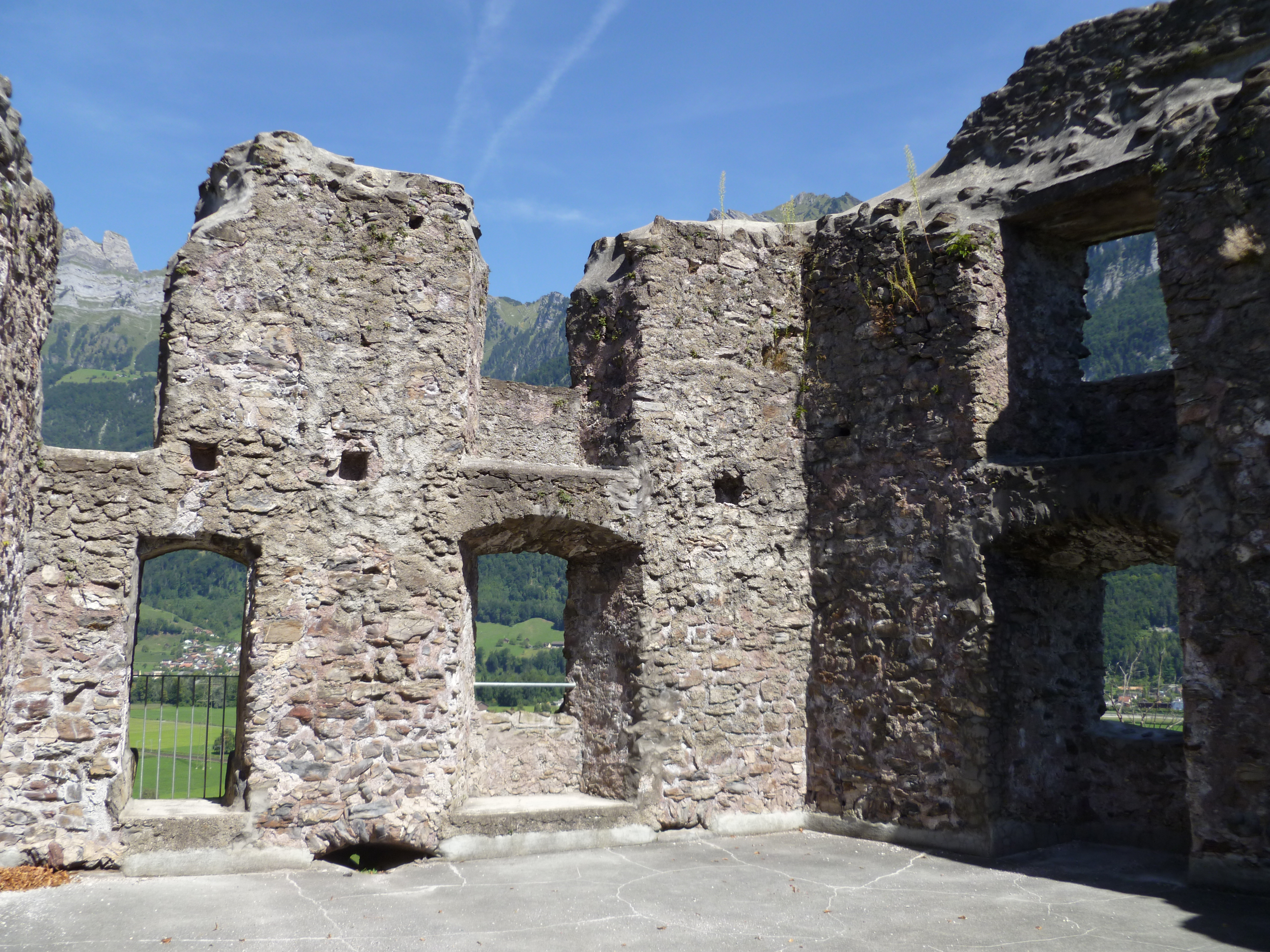
Mehrgeschossiger Wohntrakt mit Balkenlöchern
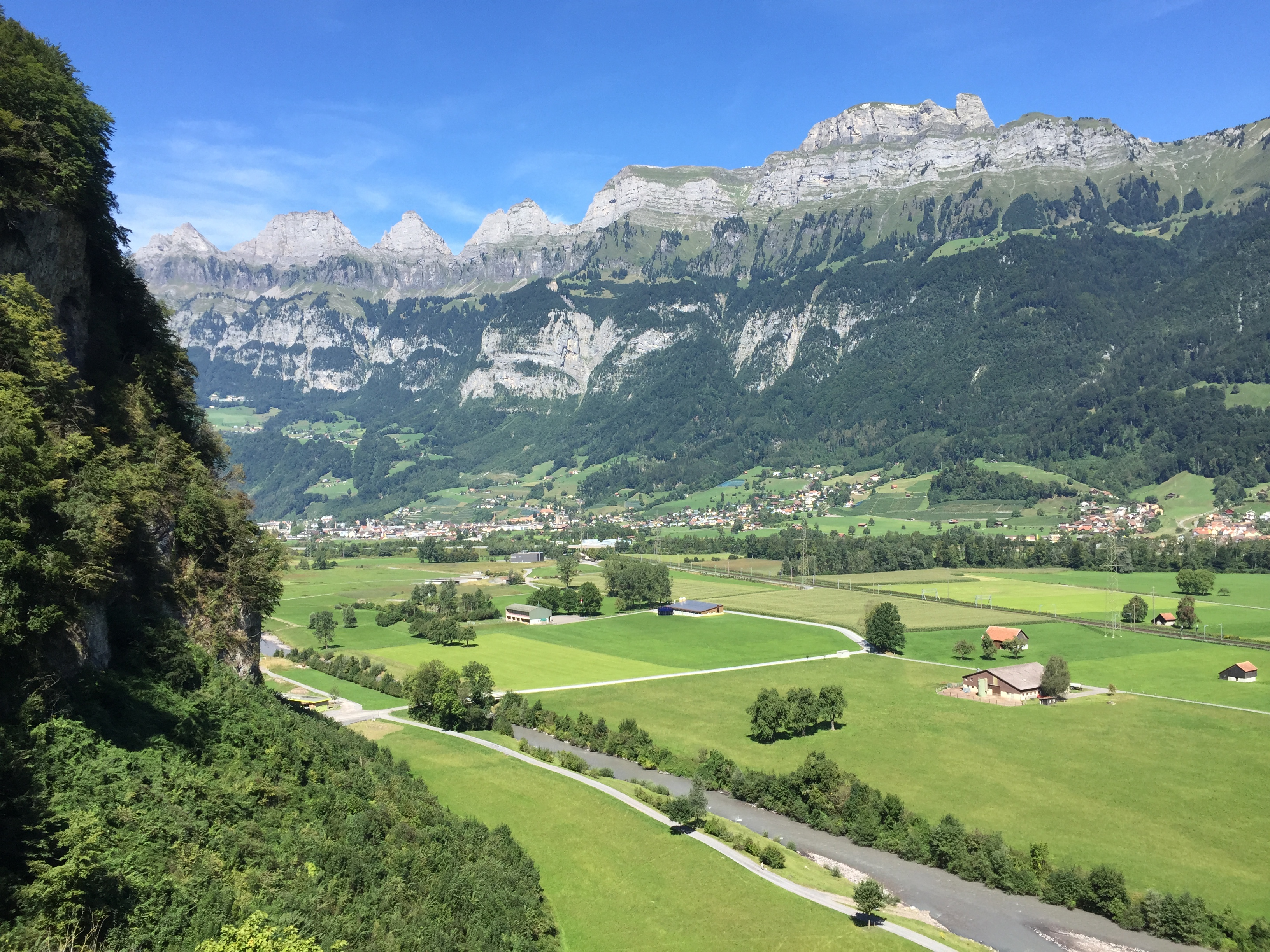
Aussicht
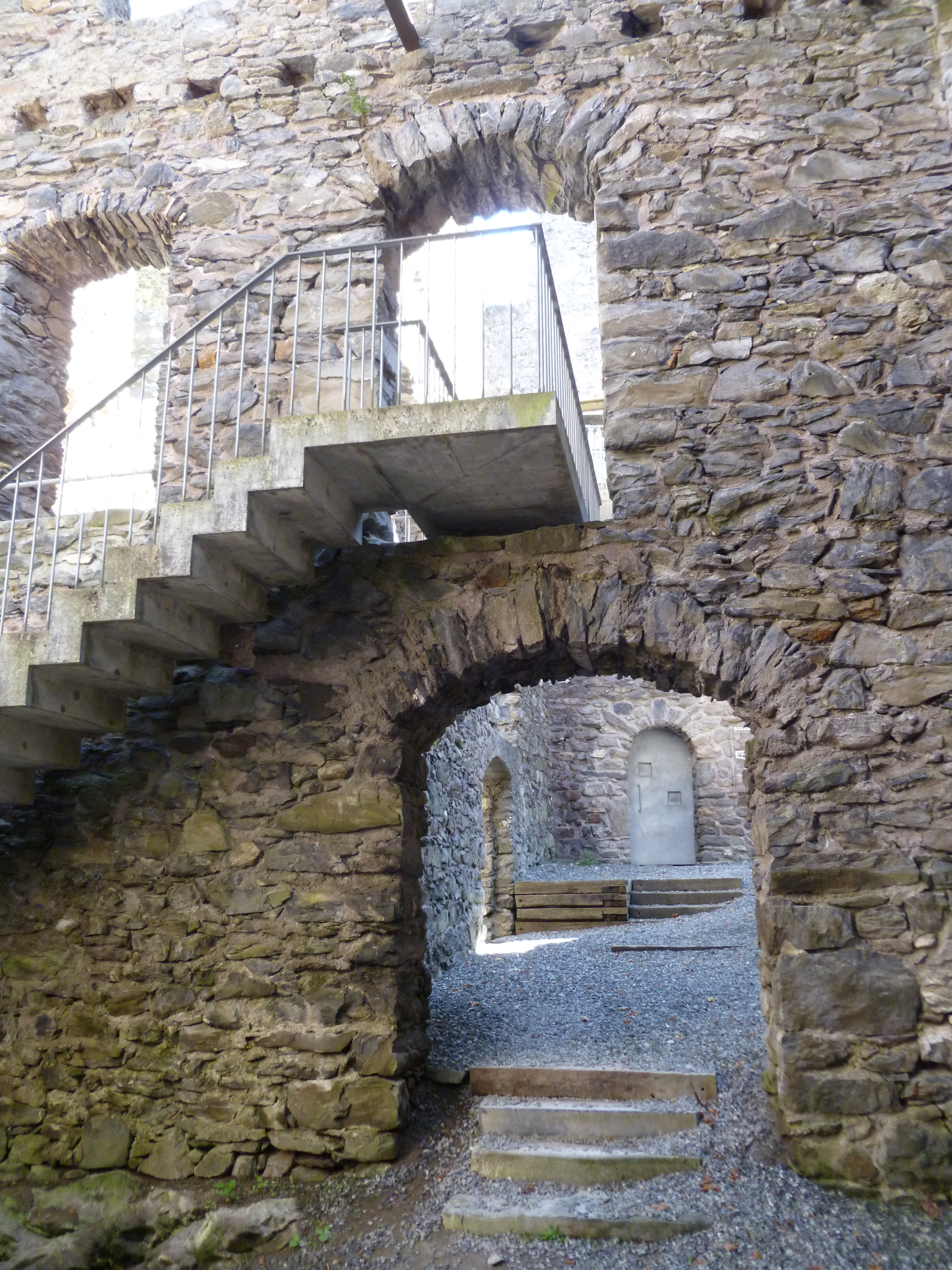
Innenbereich Wohntrakt mit Aufstiegstreppe
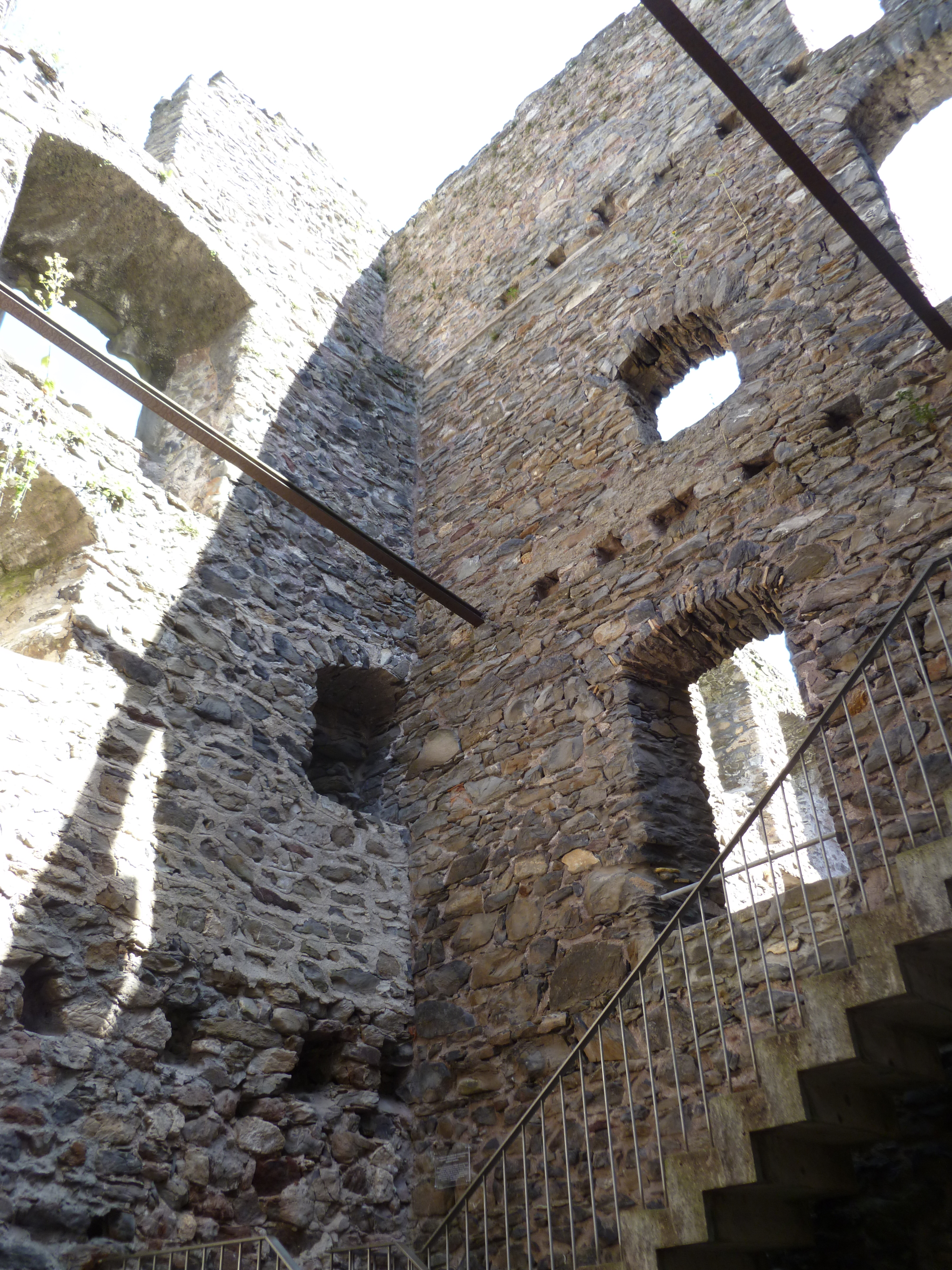
Mehrgeschossiger Wohntrakt mit Balkenlöchern
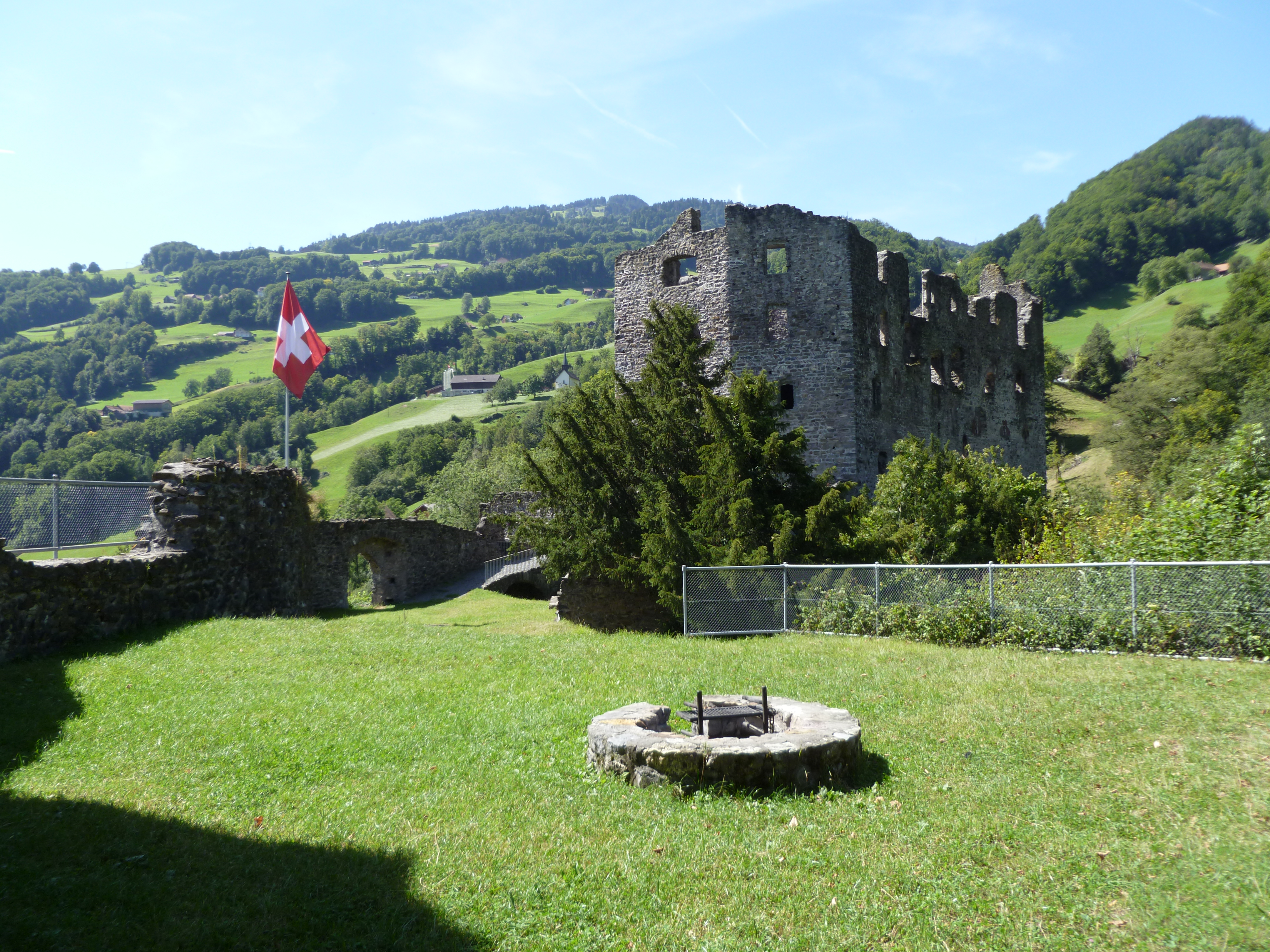
Burghof und Brunnen
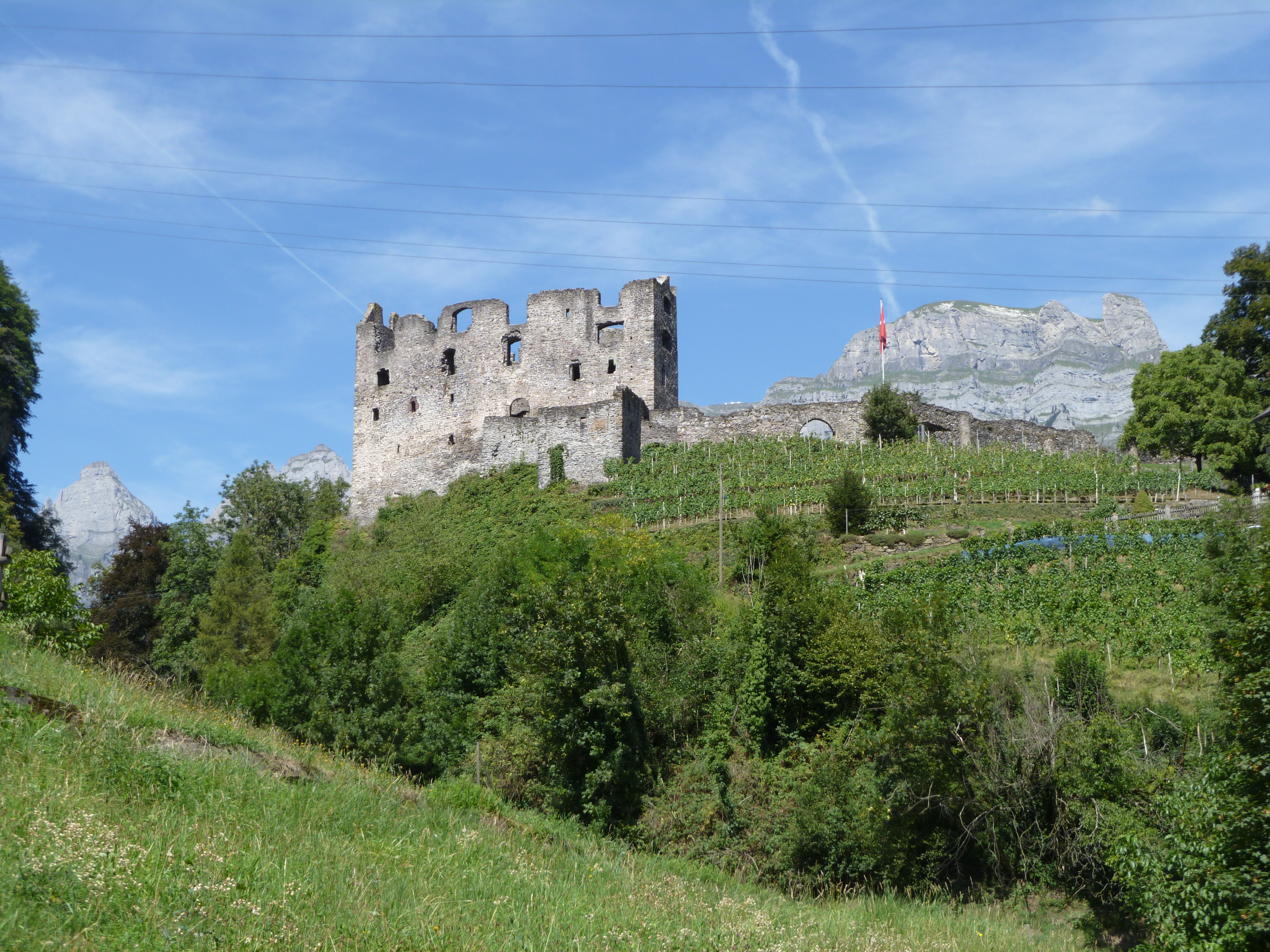
Aussenansicht
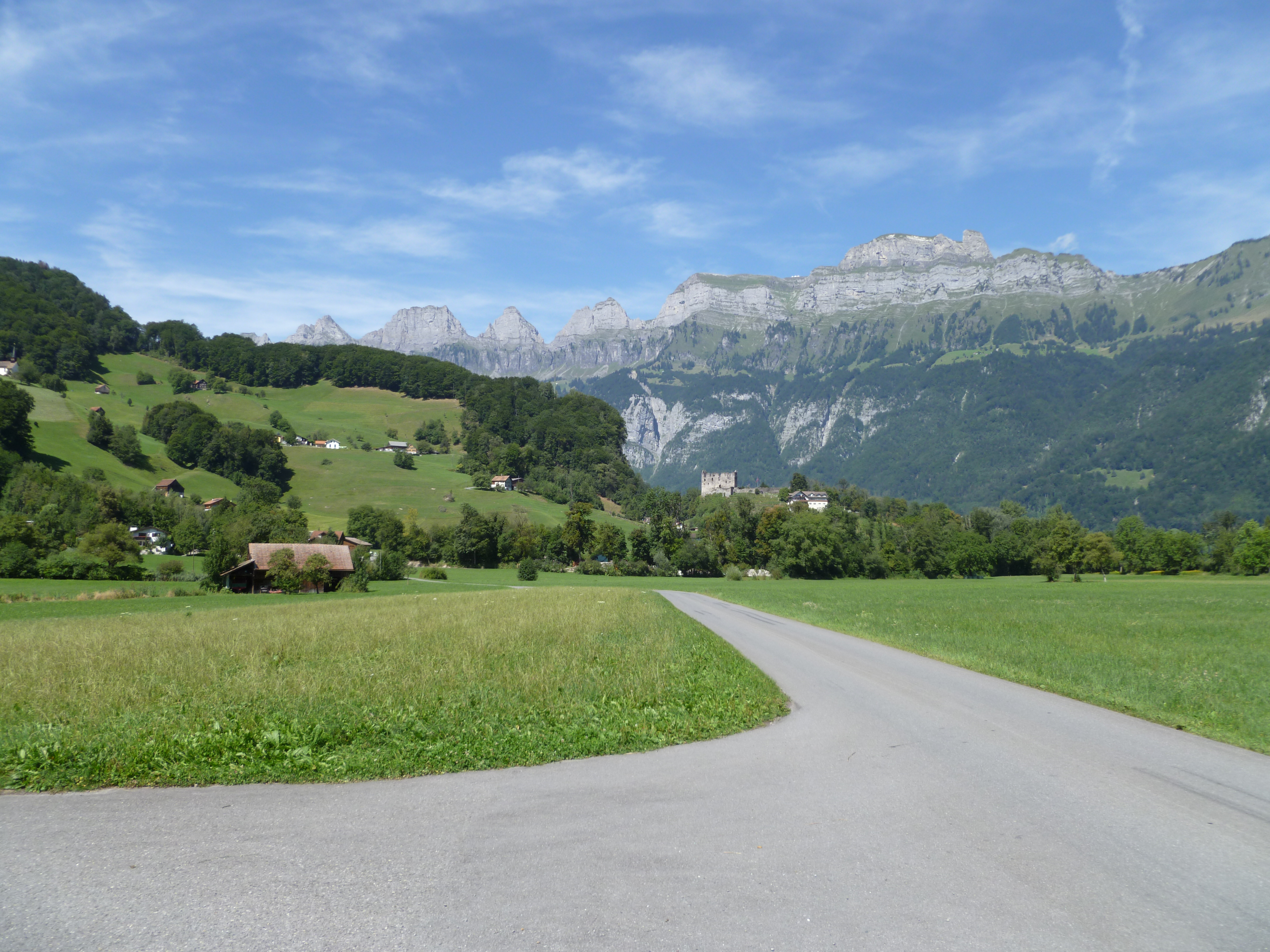
Fernansicht
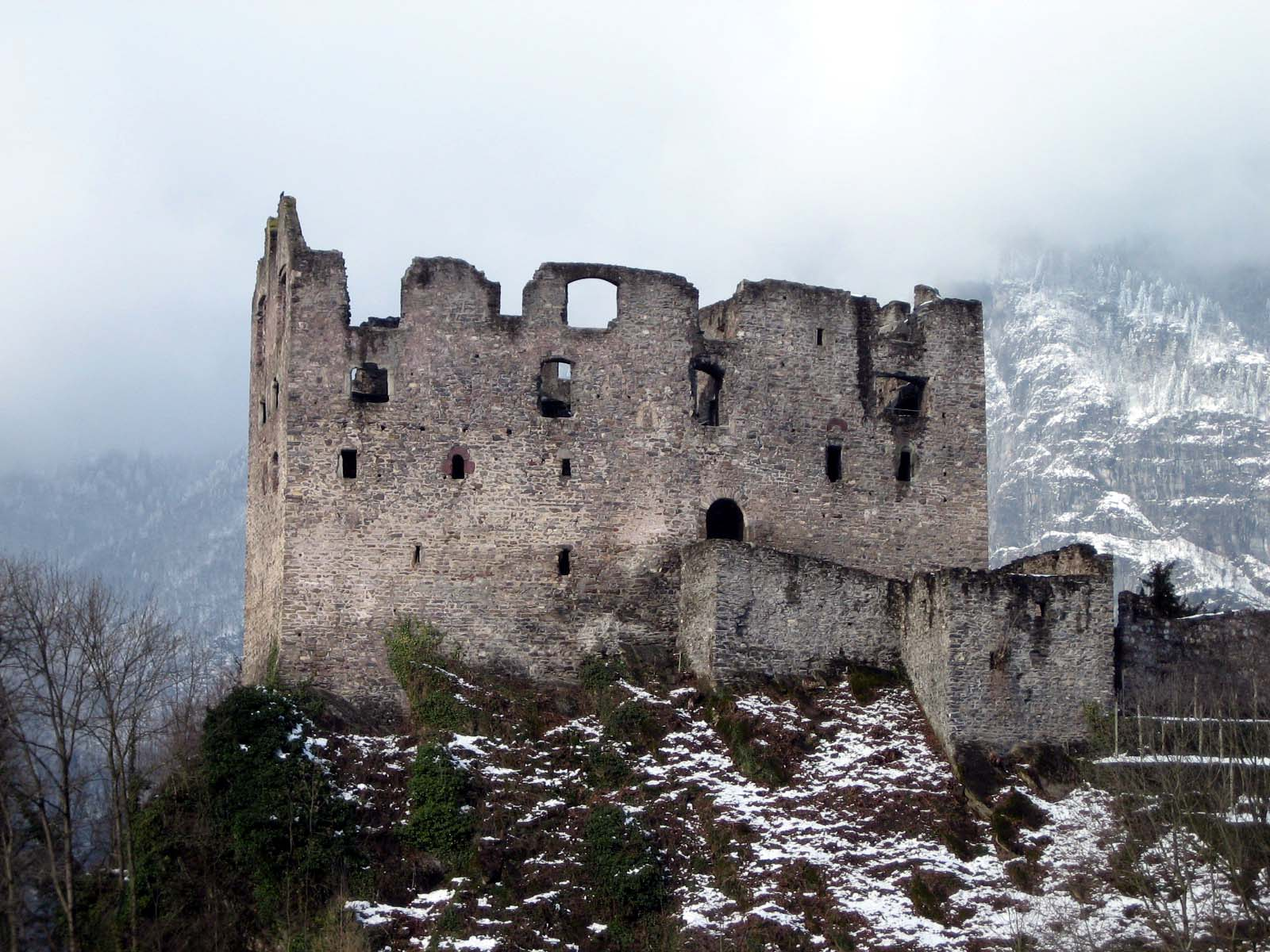
Aussenansicht
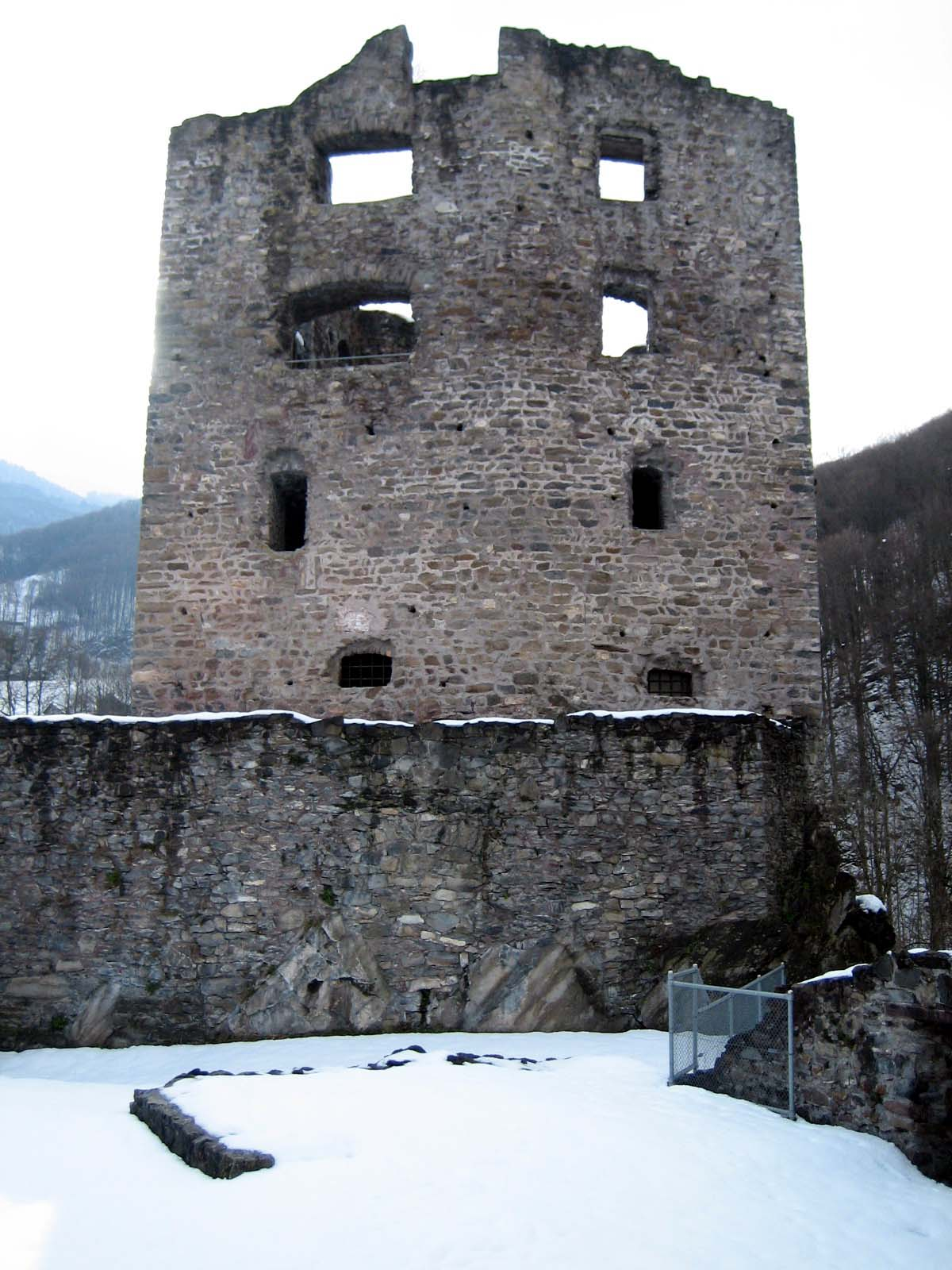
Bergfried
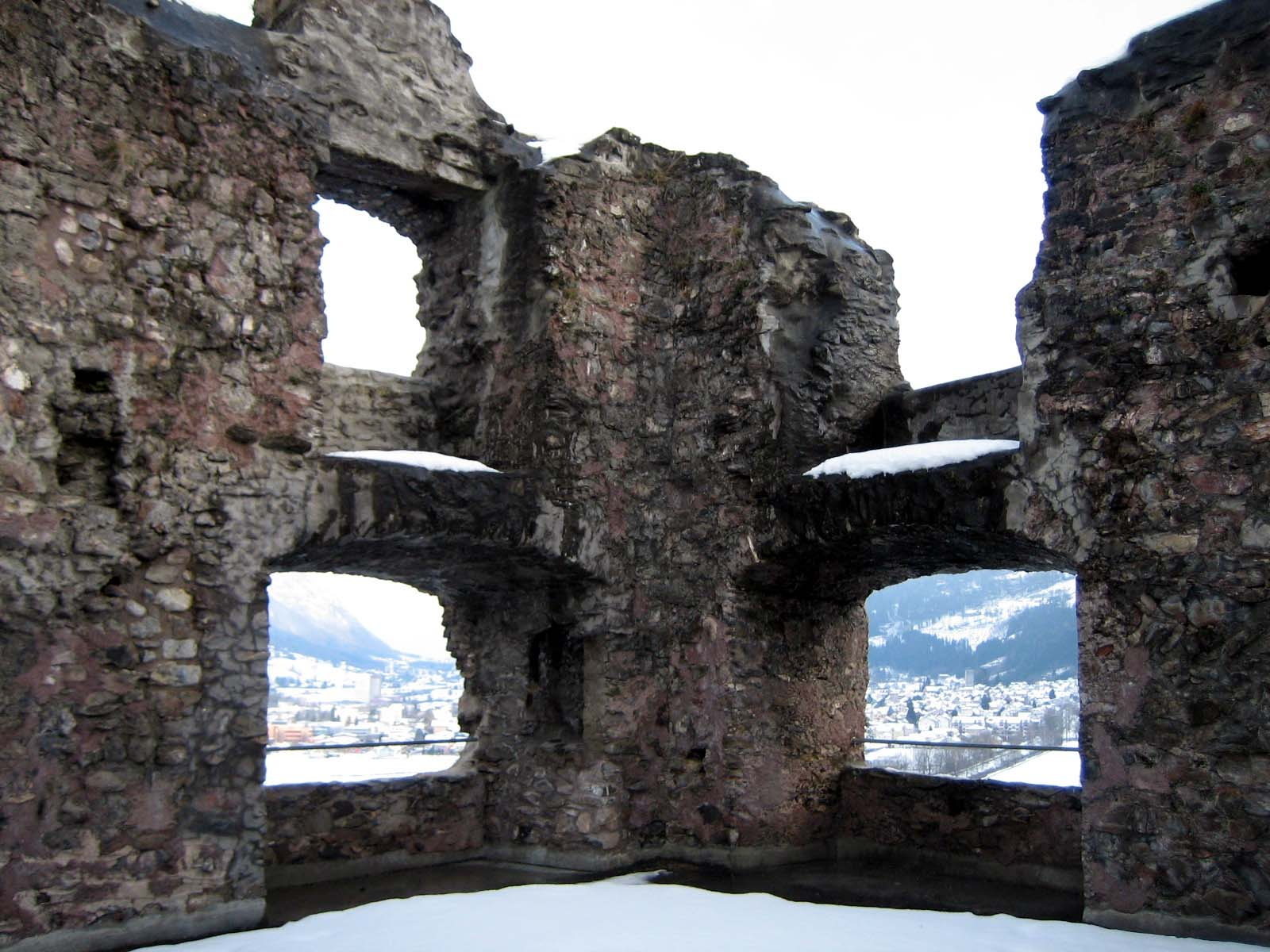
Innenansicht
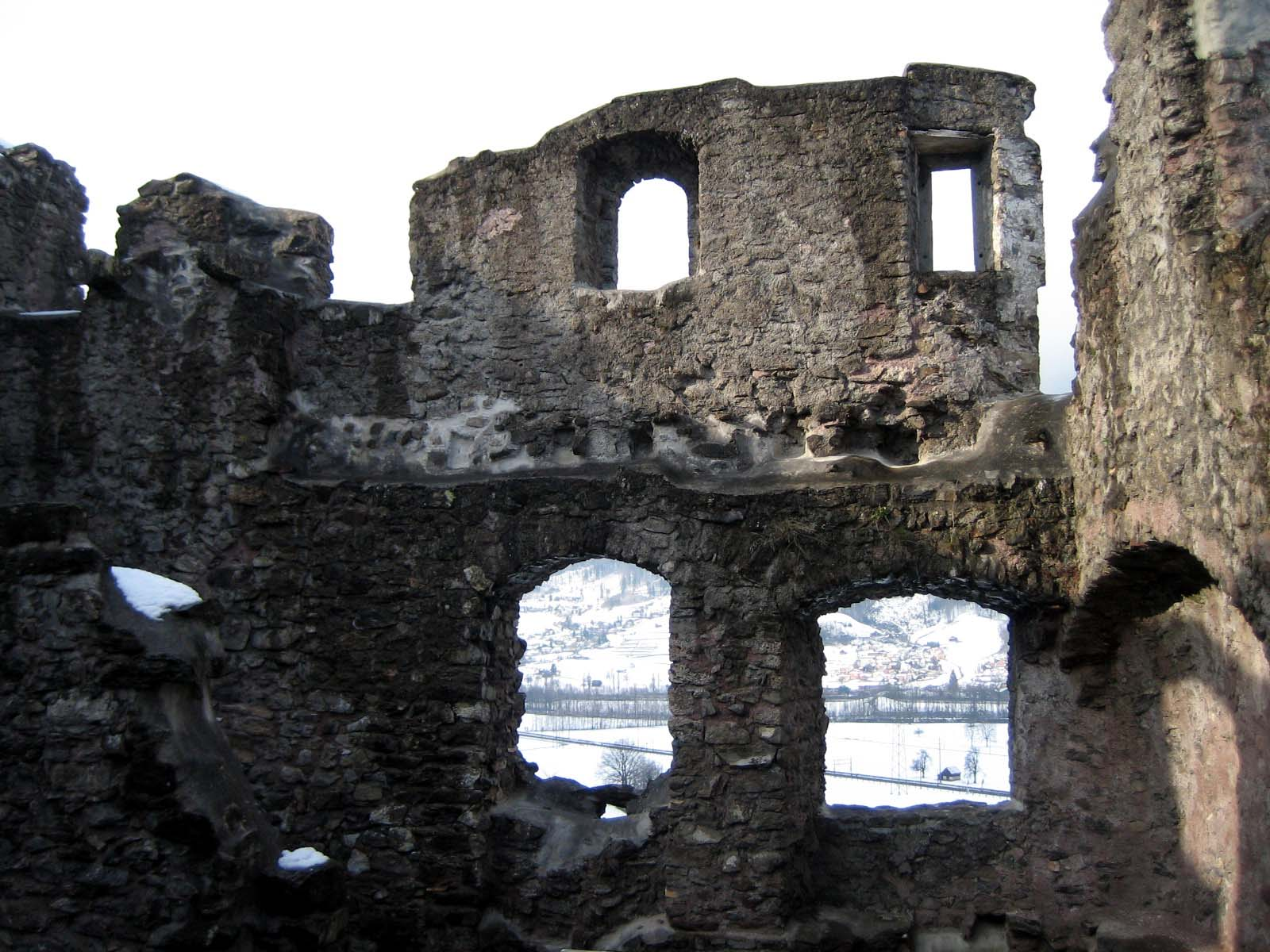
Innenansicht